# 1931 en musique
| \| • Retour à la chronologie générale de la musique populaire • \| |
| XXIe siècle • XXe siècle • XIXe siècle • XVIIIe siècle XVIIe siècle • XVIe siècle • XVe siècle • XIVe siècle XIIIe siècle • XIIe siècle • XIe siècle • Xe siècle IXe siècle • VIIIe siècle • Haut Moyen Âge • Rome • Grèce |
| • Retour à la chronologie générale de la musique populaire • |

| • Retour à la chronologie générale de la musique populaire • |

| Années de la musique populaire : 1928 - 1929 - 1930 - 1931 - 1932 - 1933 - 1934    |
| Décennies de la musique populaire : 1900 - 1910 - 1920 - 1930 - 1940 - 1950 - 1960 |

Cet article présente les faits marquants de l'année 1931 en musique.

## Évènements
- 16 février : Ozzie Nelson et son orchestre enregistrent Dream a Little Dream of Me, chanson écrite par Fabian Andre, Wilbur Schwandt et Gus Kahn.
- Février : Skip James enregistre 6 chansons pour Paramount à Grafton, Wisconsin, dont Hard Time Killin’ Floor Blues[1], Devil Got My Woman et I'm So Glad[2].
- 3 mars : Cab Calloway enregistre Minnie the Moocher[3].
- Octobre : Débuts de Jean Sablon au Music-hall.
- As Time Goes By d'Herman Hupfeld[4] est interprétée par Frances Williams et par Rudy Vallee.
- En Parlant un Peu de Paris et Avoir un bon copain, par Henri Garat.
- J'ai deux amours, par Joséphine Baker.
- Plaisir d'amour, par Yvonne Printemps.

## Naissances
- 19 janvier :  Horace Parlan, pianiste de jazz américain († 23 février 2017).
- 22 janvier :  Sam Cooke, chanteur américain de rhythm and blues († 11 décembre 1964).
- 25 janvier :  Dean Jones, acteur et chanteur américain († 1er septembre 2015).
- 16 février :  Otis Blackwell, auteur-compositeur de rock 'n' roll américain († 6 mai 2002).
- 24 février :  Eladia Blázquez, chanteuse et compositrice argentine de tango († 31 août 2005).
- 11 mars :  Marisa Del Frate, chanteuse et actrice italienne († 6 février 2015).
- 23 mars :  Masako Togawa, chanteuse, actrice et romancière japonaise († 26 avril 2016).
- 25 mars :  Paul Motian, batteur de jazz américain († 22 novembre 2011).
- 27 mars :  John Marascalco, auteur-compositeur de rock 'n' roll américain.
- 17 mai :
  -  Jackie McLean, saxophoniste de jazz américain († 31 mars 2006).
  -  Dewey Redman, saxophoniste de jazz américain († 2 septembre 2006).
- 25 juin :  Milig Ar Scanv, dit Glenmor, barde breton († 18 juin 1996).
- 27 juin :  Magali Noël, actrice et chanteuse française († 23 juin 2015).
- 8 juillet :  Reijo Frank, chanteur finlandais († 17 mars 2017).
- 13 juillet :  Long John Hunter, chanteur et guitariste de blues américain († 4 janvier 2016).
- 16 juillet :  Bernard Dimey, poète et parolier français († 1er juillet 1998).
- 21 juillet :  Sonny Clark, pianiste de jazz américain († 13 janvier 1963).
- 31 juillet :  Kenny Burrell, guitariste de jazz américain.
- 16 septembre :  Little Willie Littlefield, pianiste et chanteur américain de rhythm and blues et de boogie-woogie († 23 juin 2013).
- 14 octobre :  Nikhil Banerjee, joueur de sitar indien († 27 janvier 1986).
- 15 octobre :  Freddy Cole, chanteur et pianiste de jazz américain († 27 juin 2020).
- 19 octobre :  Manolo Escobar, chanteur et acteur espagnol († 24 octobre 2013).
- 2 novembre :  Phil Woods, saxophoniste et clarinettiste de jazz américain († 29 septembre 2015).
- 24 novembre :  Tommy Allsup, guitariste de rock 'n' roll et de country américain († 11 janvier 2017).
- 25 novembre :  Nat Adderley, cornettiste de jazz américain († 2 janvier 2000).
- 2 décembre :  Wynton Kelly, pianiste de jazz américain († 12 avril 1971).
- 27 décembre :  Scotty Moore, guitariste de rock 'n' roll américain († 28 juin 2016).

## Principaux décès
- 14 juin :  Jimmy Blythe, pianiste de jazz américain (° 20 mai 1901).